# Liste der Officers des Order of Canada/K
Diese Liste gibt einen Überblick aller Personen, die mit der Auszeichnung Officer of the Order of Canada ausgezeichnet wurden.

## K
1. Louie Kamookak
2. Sol Kanee
3. George Karpati
4. Malak Karsh
5. Kenneth J. Kasha
6. Naïm Kattan
7. Leon Katz
8. Léon Katz
9. Vladimir M. Kavan
10. Lewis E. Kay (2017)
11. Cyril Max Kay
12. James Stuart Keate
13. James Gregory Keelor (2013)
14. Norman B. Keevil (2014)
15. Norman Bell, Sr. Keevil
16. Arthur D. Kelly
17. John Michael Kelly
18. Maureen Kempston Darkes
19. Douglas Neville Kendall
20. Maryvonne Kendergi
21. Betty Kennedy
22. Nuala Kenny
23. Wilbert Joseph Keon
24. Shaf Keshavjee
25. David A. Keys
26. Bruce Kidd
27. Eric William Kierans
28. Thomas Edward Kierans
29. Allan King
30. Frank Walter King
31. W. P. (Bill) Kinsella
32. Michael J. L. Kirby (2008)
33. Lawrence E. Kirk
34. Watson Kirkconnell
35. Philippe Kirsch (2009)
36. Roy K. Kiyooka
37. Bonnie Sherr Klein (2012)
38. Ernest Klein
39. George J. Klein
40. Ralph Klein (2012)
41. Carl Klinck
42. Andrew G. Kniewasser
43. Bartha Maria Knoppers
44. Stanley Knowles
45. Iby Koerner
46. Charles Beverley Koester
47. Murray Bernard Koffler
48. Moe (Morris) Koffman
49. Bryan Kolb
50. E. Leo Kolber
51. Arvind Koshal (2008)
52. Franz Kraemer
53. Diana Krall
54. Henry Kreisel
55. Hugh Arthur Krentz (2011)
56. Kresimir Krnjevic
57. Robert P. Kroetsch
58. James Kudelka
59. Anton Kuerti
60. Shrawan Kumar (2009)
61. Zacharias Kunuk
62. Anita Kunz (2009)
63. Rosemarie Esther Kuptana
64. Eva Kushner
65. Basil Kushnir
66. Sheila Golden Kussner
67. Bruce Kuwabara (2011)
68. Lazarus Kyak